# Corrala

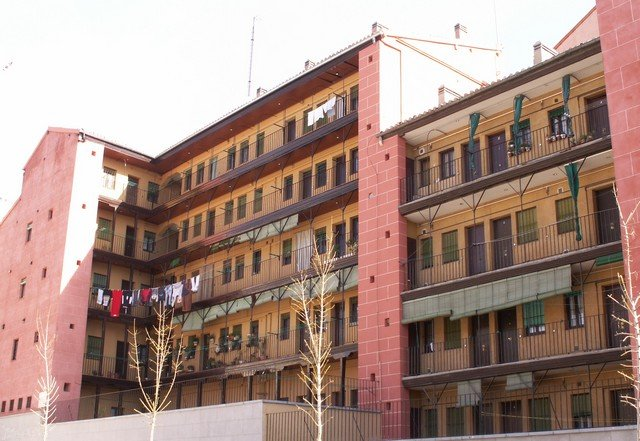
Corrala de Sombrerete, façana del Mesón de Paredes

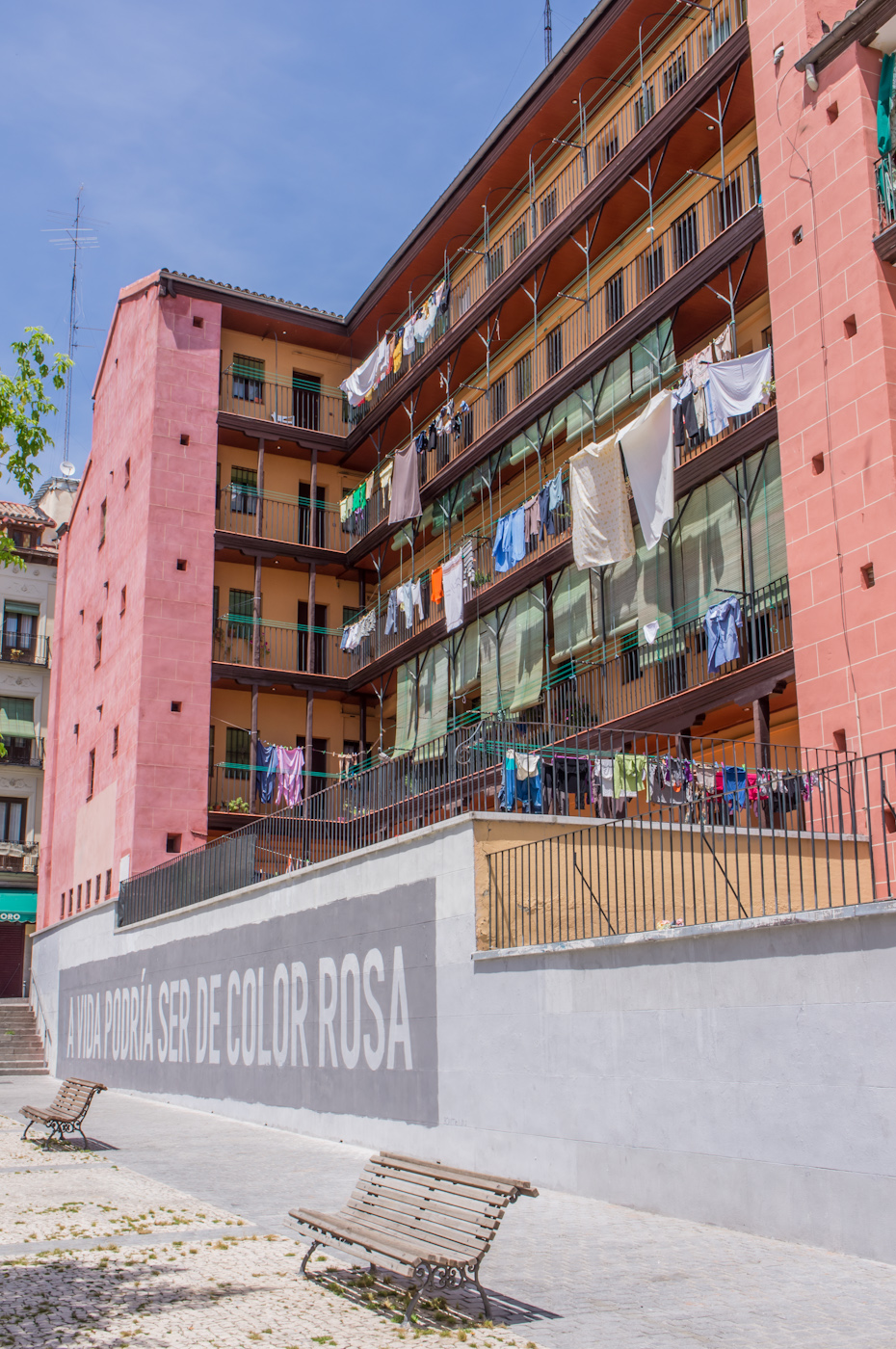
La vida podría ser de color Rosa, lema esgrafiat al peu de "La Corrala" amb pati obert al carrer de Mesón de Paredes, declarada Monument Nacional en 1977.

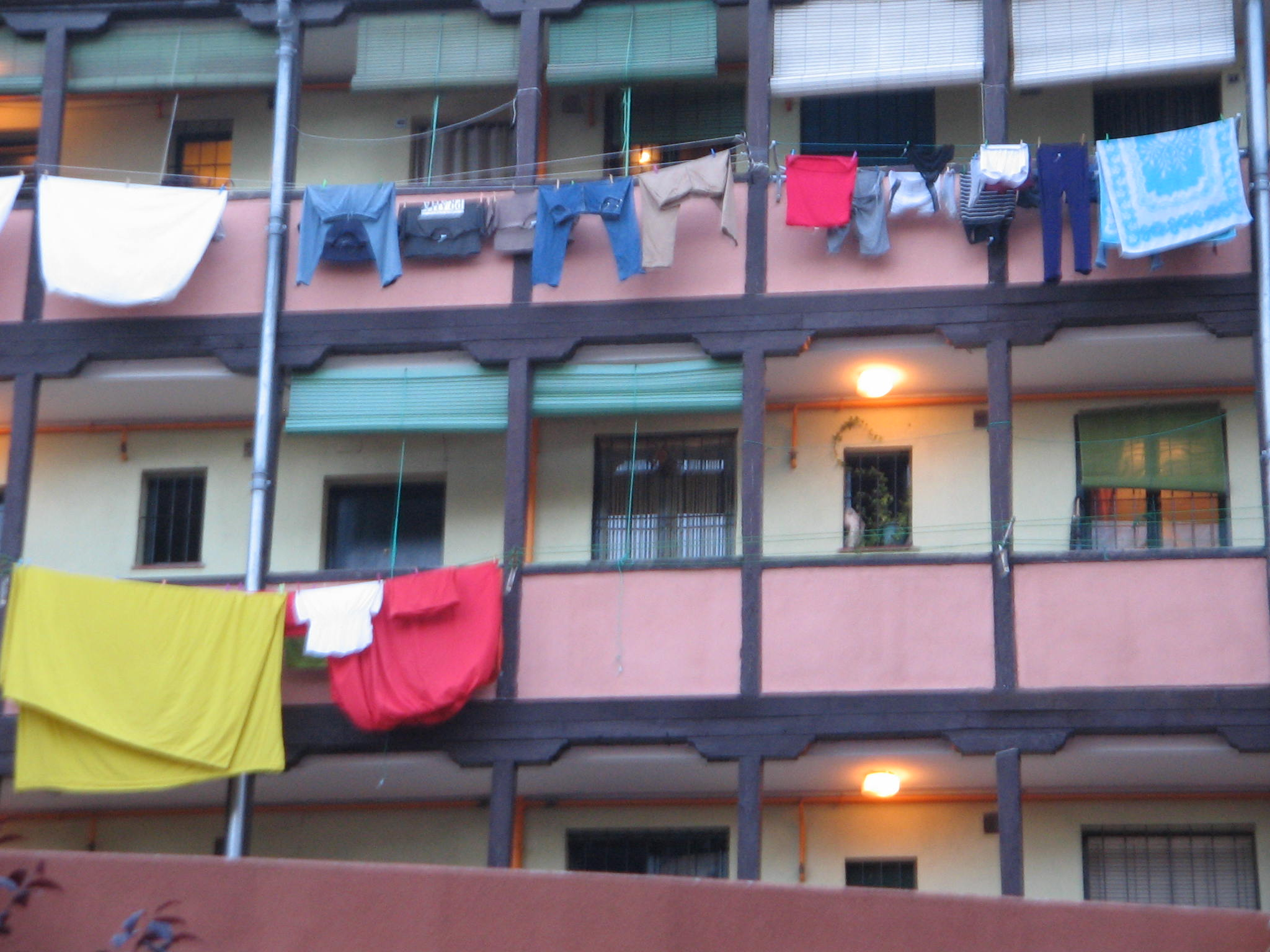
Detall d'una corrala a Lavapiés (Madrid).

S'anomena corrala a un tipus d'habitatge, característic del Madrid tradicional dissenyada com a casa de corredor amb armadura de fusta i balconades que donen a un pati interior. Model d'edificació de veïnatge populós i castís dels segles xvii, xviii i xix, ha estat immortalitzat en novel·les com Fortunata i Jacinta, de Benito Pérez Galdós. També es poden trobar exemples en altres ciutats com Cadis, Màlaga, Sevilla, València o Valladolid, diverses localitats de Castella i La Manxa. A Amèrica del Sud hi són semblants els "conventillos" i inquilinats a Santiago de Xile o Valparaíso, Buenos Aires o Montevideo.

## Descripció
L'edifici presenta una façana en general estreta i en ella un portaló que dona pas al pati o corral que és el centre vital de la corrala. Una escala permet anar pujant als pisos, cadascun dels quals disposa d'un corredor (galeria oberta o passadís balconado que de vegades arriba a envoltar tot el pati) amb entrades als petits habitatges que tipifiquen aquesta construcció. Encara que aquest tipus d'habitatges de corredor varia depenent de la figura que presenta la seva planta, el model més habitual disposa de corredors al voltant d'un pati central seguint el dibuix de la planta en forma d'U o d'O, sempre que el pati estigui tancat pels seus quatre costats.
La corrala pren elements d'altres dos edificis típics del Madrid barroc: les casas a la malicia i els patis adaptats a corrals de comèdies. Els habitatges, foscs, mal ventilats i minúsculs —no podien superar, per llei, els 30 metres quadrats—, es distribuïen dins d'un rigorós ordre preferent que establia clares diferències de classe social, àdhuc dins de la seva misèria general.
En el Madrid preindustrial del segle xix, aquests immobles van permetre albergar les nombroses famílies arribades a la capital a la recerca de treball. Per aquest motiu la majoria de les corrales es troben a barris propers a antigues zones fabrils de la capital espanyola, com les barriades de Lavapiés, Embajadores i el barri de La Latina, veïns a l'antic escorxador i a la Fàbrica de Tabacs.

### Festes del patró del barri
En algunes dates assenyalades com la festivitat del patró del barri, les corrales s'engalanaven i es preparaven per a una celebració en què participaven tots els veïns. Els adorns consistien principalment en banderetes que penjaven d'una corda o fanals de paper. Si l'economia ho permetia es contractava un orguenet i de vegades fins i tot un acordió i dolçaina. La beguda tradicional del festeig era la llimonada (limoná). També hi havia ball al pati, en general el xotis i la masurca, aires propis de l'època.

## Evolució històrica
És probable que el model de "casa de corredor" espanyola evolucionés com a síntesi de la tradicional casa hidalga castellana (hereva de la domus romana, amb el pati com a eix de l'edifici i una estructura de crugia de fusta en el seu perímetre exterior) i l'adarve andalusí, que li aportarà a la futura corrala el model de convivència, sense planificació ni infraestructura, formant a vegades atzucacs que creaven un espai social que després es repetirà en el corral hispà.
Urbanísticament, les casones i palaus renaixentistes del segle xvii, en les viles tancades com Madrid, en resultar insuficients per a la creixent explosió demogràfica, van començar a guanyar altura però conservant el pati central com a magatzem, espai de treball i punt de reunió dels veïns. De manera paral·lela, l'aristocràcia de la Vila va prendre consciència de les grans possibilitats d'inversió que oferia l'especulació urbanística, superant amb escreix els precaris i irregulars fruits de l'economia agrària. Així, al final del segle xvii, l'afluència de camperols a la gran capital de l'Imperi propiciaria una economia d'usura en els lloguers urbans. Els historiadors i arquitectes coincideixen que aquest pot considerar-se l'origen social i físic de la corrala amb lleis d'arrendament frèvoles portades a la pràctica en forma de lloguers aliens a les més elementals mesures de salut pública, amb propietaris de corralons convertits en especuladors immobiliaris que construïen 3 i 4 pisos més sobre les primitius edificis renaixentistes, encara que sempre respectant el pati central i els corredors que serviran d'accés a les diferents cambres de lloguer. De manera progressiva, la qualitat de vida rural desapareix en uns ruscs en les quals famílies senceres (amb mitjana de fins a una dotzena de fills) sobreviuen en amb prou feines 20 metres quadrats. Una situació que evolucionarà en tots els seus aspectes negatius al llarg del segle xix, amb corrales massificades, rendibles i funcionals. Un gran negoci en una urbs que es veia tancada des de 1625 dins de l'antiga tanca de Felip IV. A sobre, a partir de 1850 la població madrilenya va començar a créixer a causa de la progressiva immigració rural, arribant als gairebé 300.000 habitants. És el gran moment de les corrales madrilenyes, amb edificis en els quals conviuen com poden més de mil persones (aquesta quota s'ha estimat a les famoses i emblemàtiques corrales de Tribulete i Sombrerete, també conegudes com a corrala de Mesón de Paredes). De manera progressiva i inhumà els amplis corrals renaixentistes s'han anat reduint a celoberts pobres i foscs, encara que el sistema de corredor es manté.
Amb l'enderrocament en 1868 de la primitiva tanca l'especulació immobiliària a Madrid deixa de créixer de manera vertical per estendre's en horitzontal amb els eixamples i bulevards que atreuen a la nova burgesia madrilenya. Ampliació urbanística que va relegar a edificis com les tradicionals corrales dels anomenats barris baixos a un progressiu abandó a la seva pròpia sort, amb inquilins sense mitjans per escometre les més elementals reformes i amb propietaris sense ganes d'assumir-les. Amb el segle XX començaran els processos de ruïna i enfonsament de molts edificis, l'armadura de fusta dels quals sovint es va cremar.
La transició espanyola va oferir un nou capítol d'especulació urbanística i immobiliària. L'any 1977 l'intent d'enderrocament de la Corrala de Mesón de Paredes va despertar un moviment de solidaritat veïnal i una cadena de campanyes culturals en defensa de la corrala com a símbol i com a llegat. El primer fruit va ser la declaració de monument històric artístic de l'esmentada gran corrala.
En 2014, es van censar a la capital d'Espanya més de mig miler de corralas, distribuïdes pels barris de Lavapiés, La Latina i Palacio, entre d'altres.

## Arquitectura i descripció d'una corrala

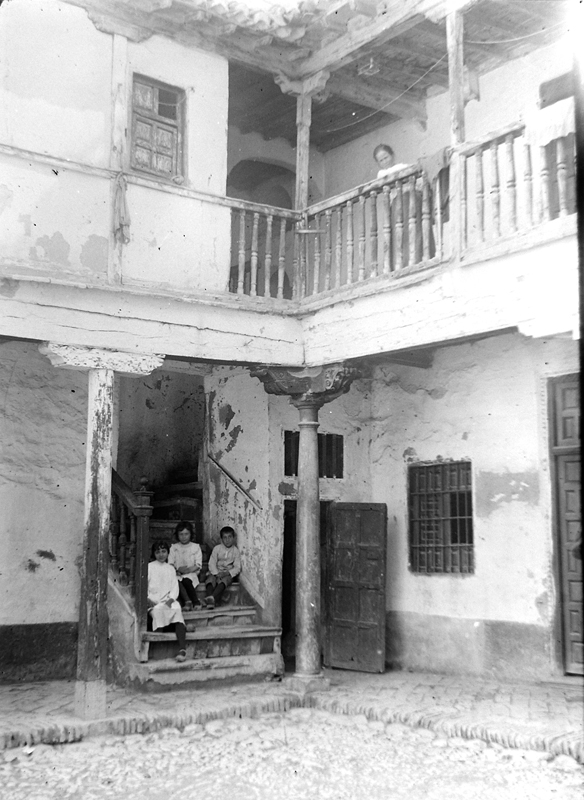
Estructura de corredor en una casa de ve<índ. Document del pintor i fotògraf català Baldomer Gili i Roig.

Són de planta rectangular. Els patis centrals i distribuïdors dels habitatges són de vegades allargats i estrets i a vegades quadrats i més amplis; des del pati s'accedeix als corredors per mitjà d'una o dues escales. L'altura oscil·la entre una i set plantes —les més modernes. Els elements de suport són els anomenats "peus drets" que descansen sobre basa de pedra, que el seu fust és de fusta amb una sabata en forma de capitell sobre la qual recolza la biga dorment, el conjunt de la qual aguanta el corredor. Aquestes 'balconades interiors' tenen una barana que pot ser de fusta o de ferro. A partir de finals del segle xix es van construir en ferro els esmentats "peus drets".
La qüestió higiènica de l'excusat comú es resolia amb un o dos per planta, que estaven situats en els extrems del corredor i la neteja del qual corresponia als propis veïns que cobrien per torns aquest treball.
Al pati hi havia un o més safareigs —quan no n'hi havia, les dones utilitzaven els seus propis gibrells de zinc que acompanyaven de la seva taula de rentar— i un pou que en alguns casos oferia aigua potable. A partir del segle xix a més del pou es van començar a agregar fonts amb aigua potable que arribava per la conducció dels viatges d'aigua de Madrid.
L'espai de cada habitatge es distribuïa per regla general en dues cambres: un que es trobava gens més entrar, il·luminat per la llum del pati i que feia de cuina-menjador-quart d'estar; un altre al fons, anomenada alcova, separat de la resta per una cortina, que servia de dormitori i armari. Malgrat la seva grandària reduïda cadascun d'aquests habitatges solia estar habitat per famílies nombroses.
En la comunitat hi havia dos personatges d'autoritat importants: la portera i l'administrador o propietari. La portera vetllava pels veïns, per l'immoble, pels bons costums, etc. i era en general una figura molt respectada.

## Recuperació de les corralas
En els anys 80 del segle XX i durant l'alcaldia d'Enrique Tierno Galván, es va despertar a Madrid la sensibilitat per la conservació del patrimoni artístico-històric. L'Ajuntament de Madrid, juntament amb l'Escola d'Arquitectura Tècnica de la Universitat Politècnica de Madrid, va dur a terme un estudi per desenvolupar la fitxa tècnica de cada un dels edificis per després poder plasmar les obres de reformes necessàries. L'Ajuntament va emprendre la compra d'una sèrie d'edificis durant els primers anys de la dècada de 2000, per les quals va comprar 600 habitatges i va destinar-hi 8 milions d'euros. Amb ajudes públiques i la intervenció de l'Empresa Municipal de l'Habitatge es va dur a terme la rehabilitació de moltes corrales
El cens va comptabilitzar quatre-centes quaranta corrales rehabilitades. En algunes es va efectuar la unió de dos habitatges fins a formar un espai d'uns 40 m2 destinats a estudis o pisos per a solters; s'hi van instal·lar les corresponents cambres de bany. Altres corrales es van destinar al sector hoteler.
Com a exemple de corrala-hotel es pot veure la posada del León de Oro en el número 12 de la Cava Baja, al barri de la Latina. La seva estructura de corrala va servir ja des dels seus orígens com posada pertanyent a la orde de Mercedaris, i que li va servir per obtenir recursos per alliberar els esclaus. Encara es conserva al llindar de la porta l'escut de l'orde. En 2001 va ser objecte d'importants reformes, restauració i rehabilitació; en el decurs de les obres van sortir a la llum draps de la muralla del segle XII.

## Algunescorralas
Es calcula que el 2007 existien unes 500 corralas a Madrid repartides pels barris de Lavapiés, La Latina i Palacio, entre d'altres.

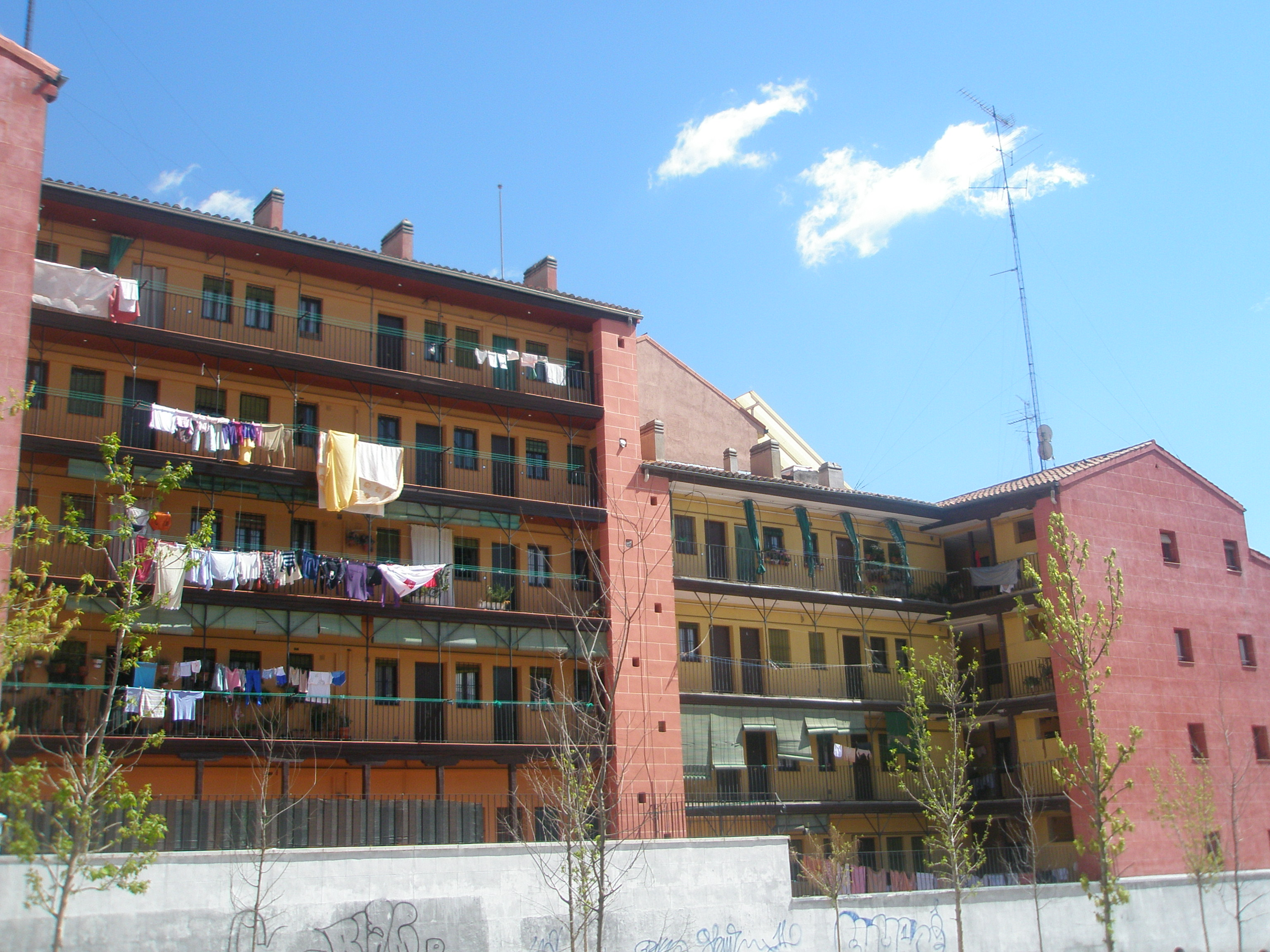
La Corrala, dels carrers del Sombrerete y Tribulete, amb pati obert al carrer de Mesón de Paredes, davant les Escuelas Pías.

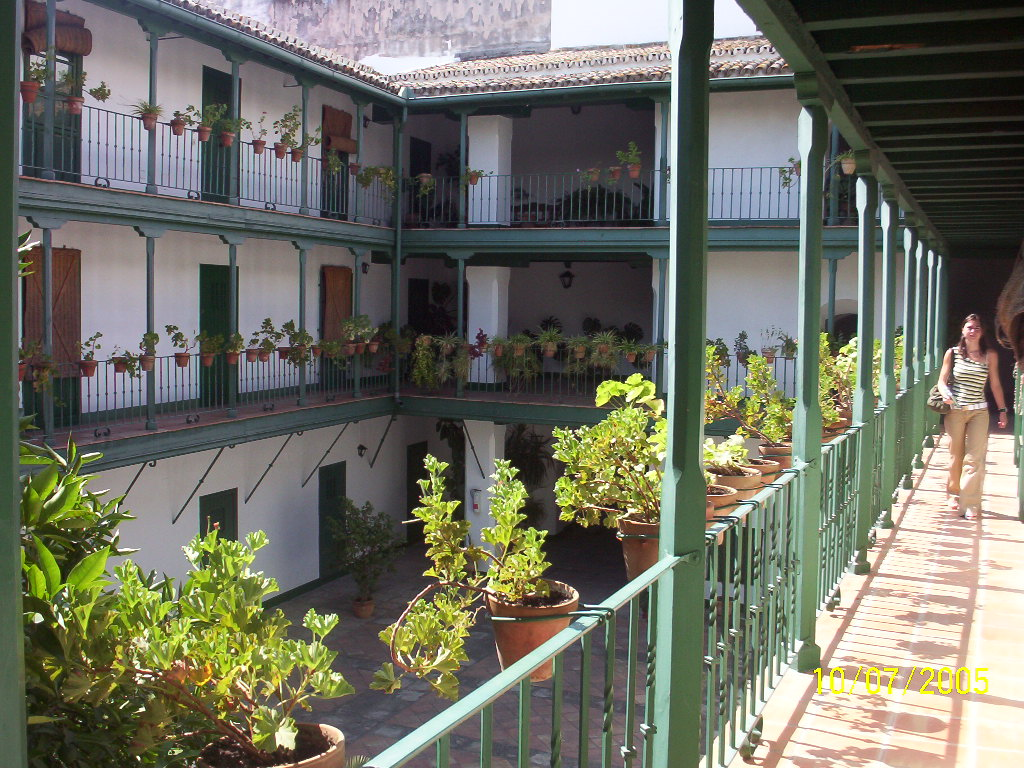
Corral del Coliseo a Sevilla.

### En Madrid (Espanya)
- La Corrala, entre els carrers Sombrerete i Tribulete, amb pati obert al carrer de Mesón de Parets, i declarada Monument Nacional en 1977,[20] és considerada com a model del gènere arquitectònic. L'enderrocament de l'edifici que tancava la poma permet veure l'interior de la corrala des del carrer Mesón de Paredes.[1] A l'espai alliberat es va crear una plaça en 1973 que, remossada més tard, ha servit d'amfiteatre per a representacions estivals de sarsuela, teatre i altres variants dels gèneres musicals típics madrilenys.[21]

Al propi carrer Tribulete hi ha una altra corrala restaurada i molt cuidada amb un pati enjardinat el manteniment del qual és a càrrec i els veïns.
- El Centro Cultural La Corrala, seu del Museo de Artes y Tradiciones Populares, instal·lat des de 2010 en una corrala del carrer de Carlos Arniches junt al Rastro de Madrid.[23][24]
- La corrala de Ribera de Curtidores, al cor del Rastro madrileny.
- Corrala del carrer Miguel Servet amb tornada als carrers d'Espino i Mesón de Paredes, construïda en 1790 la destinació de les quals va ser habitatge per les cigarreres de la Fàbrica de Tabacs que va estar en la Glorieta de Embajadores. Fou restaurada per l'Empresa Municipal de l'Habitatge.[22] L'edifici va ser construït en 1839 per l'arquitecte José María de Ariátegui i els primers inquilins van ser persones que arribaven d'altres províncies buscant una manera de vida a la capital.[25] En els primers anys del segle XXI està habitada per immigrants, gent jove i estrangers establerts a Madrid.

#### En altres províncies
- La corrala i antic corral de comèdies del Coliseo, a Sevilla.
- A Santa Cruz de Tenerife aquest tipus d'habitatges s'anomenaren «ciudadelas» i abundaven als barris d'El Toscal, El Cabo i Los Llanos.

### A d'altres països

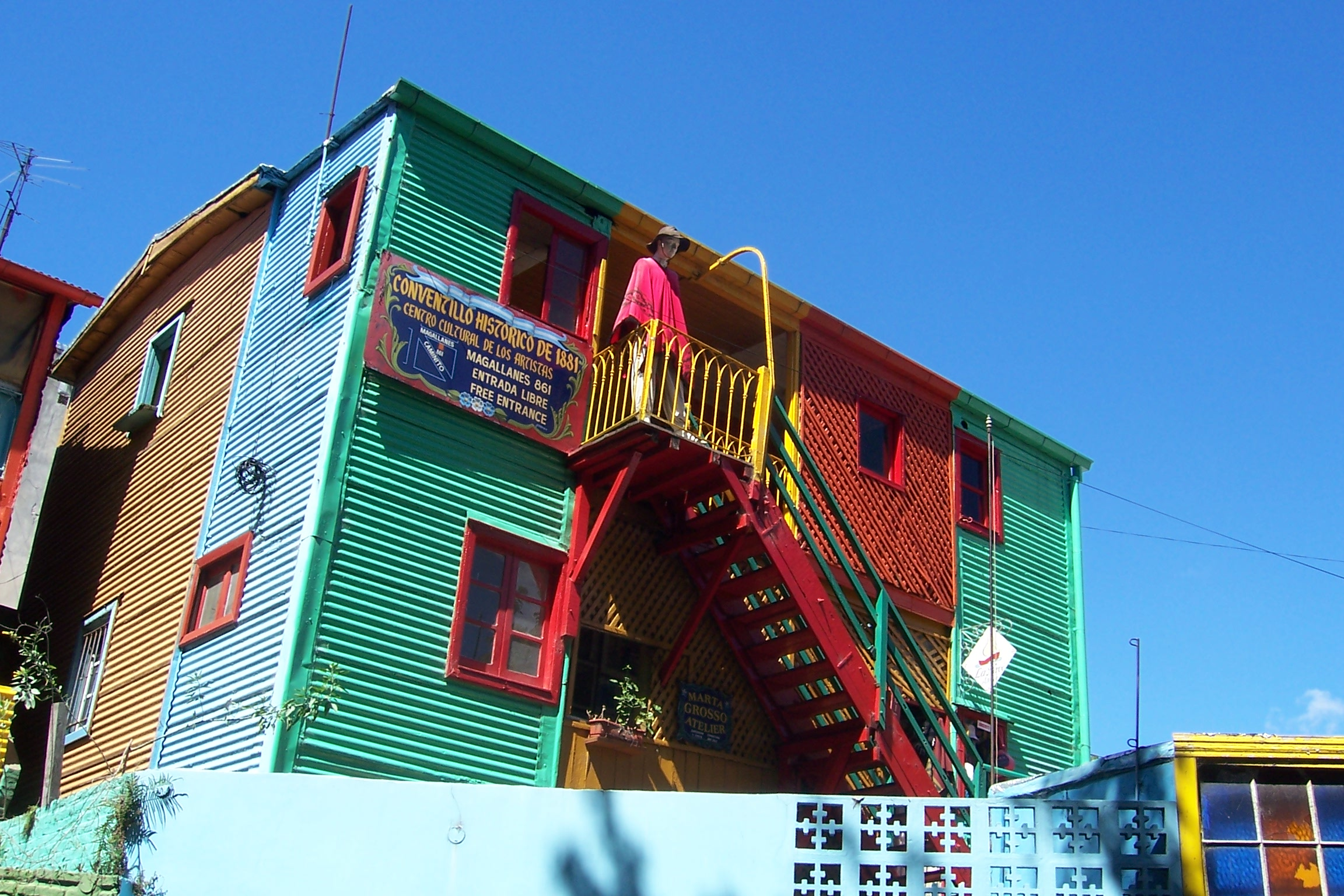
Buenos Aires, barri de la Boca. Conventillo històric.

- En Portugal va existir un tipus d'habitatge popular que podria correspondre a la corrala; es deien «ilhas».[26]
- A la capital d'Hongria, Budapest, encara queden un gran nombre de cases de corredor amb els serveis comuns..
- A Milà (Itàlia) les cases anomenades «ringhieri» (cases amb barana) presenten una gran analogia amb les corrales. Moltes d'aquestes construccions s'han recuperat com a «allotjaments amb encant».[27]
- A Amèrica, aquest tipus d'habitatges està representat pels conventillos de Buenos Aires, Santiago de Xile i Montevideo. A Mèxic, construccions amb un ús similar, es van dir «vecindades»; a Perú, «quintas»; «tugurios», a Veneçuela; a Brasil «cortijos o casa de acomodo»; a El Salvador «mesones»; a Cuba igual que a Santa Cruz de Tenerife: «ciudadelas».[27]